# Tobago United FC
El Tobago United Football Club va ser un club de futbol de la ciutat de Scarborough, a l'illa de Tobago, a Trinitat i Tobago.

## Història
És el principal club de l'illa de Tobago. L'any 2003 va ingressar en la lliga professional. El club es va desfer el 2011.